# Frederick Gehring
Frederick William Gehring (né le 7 août 1925 à Ann Arbor, où il est mort le 29 mai 2012) est un mathématicien américain qui travaillait en théorie des fonctions, notamment en applications quasi-conformes.

## Biographie
Le père de Gehring était journaliste et critique musical, sa mère la fille d'un professeur de physique à l'Université du Michigan et d'un professeur d'allemand à l'université. Gehring voulait d'abord étudier au Massachusetts Institute of Technology (MIT) mais, pendant la Seconde Guerre mondiale, il a rejoint la marine américaine, dans le cadre du V-12 Navy College Training Program de l'université du Michigan, ce qui lui a permis d'étudier le génie électrique et les mathématiques à l'université du Michigan ; il obtient le baccalauréat dans les deux matières en 1946. Après la guerre, il obtient une maîtrise en mathématiques à l'université du Michigan en 1949, puis continue à l'université de Cambridge grâce à une bourse Fulbright, où il suit notamment les cours de John Edensor Littlewood et où il obtient son doctorat en 1952 avec John Charles Burkill (Study of the {\displaystyle p}th power variation). Après son doctorat, il est instructeur Peirce à l'université Harvard.
À partir de 1955, il est de retour à l'université du Michigan, où obtient un poste de professeur titulaire en 1962 et où il est resté jusqu'à sa retraite en 1996. En 1973-1975, 1977-1980 et 1981-1984, il est président de la faculté et en 1987, il est devenu T. H. Hildebrandt Distinguished University Professor.
En 1953, il épouse la microbiologiste Lois Bigger rencontrée à Cambridge ;  ils ont deux fils.

## Recherche
Gehring a principalement travaillé en théorie des fonctions quasi-conformes, théorie qu'il a été amené à étudier lors d'un séjour d'étude en 1958-1959, en tant que boursier Guggenheim, à l'université d'Helsinki avec Olli Lehto. Il a ensuite travaillé en 1959-1960 à l'École polytechnique fédérale de Zurich avec Albert Pfluger.
Gehring a développé la théorie des applications quasi-conformes en plus de deux dimensions et a contribué de façon substantielle à faire progresser les applications des fonctions quasi-conformes dans d'autres domaines des mathématiques tels que la théorie des équations aux dérivées partielles, la topologie géométrique, la dynamique complexe, les groupes de transformation discrète, et la géométrie riemannienne. Dans les années 1950 et 1960, en particulier avec des mathématiciens de l'école finlandaise, il a prouvé l'équivalence des définitions géométriques, métriques et analytiques de fonctions quasi-conformes en deux dimensions ou plus. Gehring a été fortement influencé par l'école finlandaise de théories des fonctions et a créé sa propre école américaine de théoriciens des fonctions à l'université du Michigan. Durant son activité, il y a supervisé quelque 29 Ph. D..
Avec Lars Ahlfors, il est l'un des éditeurs des œuvres complètes d'Oswald Teichmüller en 1982.

## Honneurs et distinctions
En 1986, il est nommé commandeur de l'Ordre de la Rose blanche de Finlande.
En 1989, Gehring est élu à l'Académie nationale des sciences et à l'Académie américaine des arts et des sciences. En 2006, il reçoit le  prix Leroy P. Steele pour l'ensemble de son œuvre. Il a également reçu le prix de recherche Humboldt. Il est titulaire de doctorats honoris causa de l'université d'Helsinki, de l'Institut norvégien de technologie et de l'université de Jyväskylä en Finlande.
En 1995, il est lauréat de la médaille Onsager (en).
Il a été conférencier invité au congrès international des mathématiciens en 1986 à Berkeley (Quasiconformal mappings), en 1962 à Stockholm (Extremal length definitions for the conformal capacity of space rings), en 1966 à Moscou (Extension theorems for quasiconformal mappings in n-space) et en 1974 à Vancouver (Some metric properties of quasiconformal mappings).

## Publications (sélection)
- Frederick W. Gehring, Gaven J Martin, and Bruce P. Palka, An Introduction to the Theory of Higher-Dimensional Quasiconformal Mappings, American Mathematical Society, 2017 (ISBN 978-0-8218-4360-4, lire en ligne)